# Karl Senn
Karl Senn (* 31. Jänner 1878 in Innsbruck; † 26. Juli 1964 ebenda) war ein österreichischer Organist und Komponist.

## Leben
Karl Senn erhielt den ersten Musikunterricht durch seinen Vater Johann, der Schuldirektor und Chorregent von St. Nikolaus war. Von 1894 bis 1899 lernte er an der Schule des Innsbrucker Musikvereins Orgel, Klavier und Musiktheorie bei Josef Pembaur dem Älteren. Da seine Eltern dagegen waren, dass er Musiker von Beruf wurde, studierte er zunächst Medizin und dann Jus, worin er 1905 promoviert wurde. Ab 1899 war er als Beamter im Staatsdienst bei der Eisenbahn tätig, wirkte aber nebenher als Organist, Konzertbegleiter, Korrepetitor, Dirigent und Musikkritiker. Von 1897 bis 1899 war er zweiter Chormeister des akademischen Gesangvereins und von 1920 bis 1924 der Innsbrucker Liedertafel. 1924 wurde er als Oberstaatsbahnrat pensioniert und lebte anschließend bis 1927 in Wien, wo er den Tiroler Sängerchor leitete. 1927 wurde er Musikdirektor der akademischen Gottesdienste in der Innsbrucker Jesuitenkirche, ab 1932 war er als freischaffender Komponist tätig.
In der Zeit des Austrofaschismus spielte Senn eine wichtige Rolle im Tiroler Musikleben und lieferte zahlreiche Beiträge für das Liederbuch Die Stunde der Heimat. Intensive Kontakte hatte er zum konservativ-klerikalen, antisemitischen Bruder-Willram-Bund. Am 1. Mai 1933 trat er der NSDAP bei (Mitgliedsnummer 1.621.031), 1937 wurde er zusammen mit Josef Eduard Ploner illegal auf Adolf Hitler vereidigt. Zur Volksabstimmung nach dem Anschluss Österreichs am 10. April 1938 vertonte er das Marschlied Ein Volk, ein Reich, ein Führer. 1941 wirkte er am Soldatenliederbuch Im gleichen Schritt und Tritt. Liederbuch ostmärkischer Soldaten mit. Ab 1940 war er Leiter der Fachschaft Komponisten in der Reichsmusikkammer, Gau Tirol-Vorarlberg.
Unter Senns Werken finden sich zahlreiche Lieder, Klavierwerke, Kammermusikwerke, Männer-, Frauen- und gemischte Chöre, Orchesterwerke, Orgelwerke und drei Opern. Weit verbreitet waren seine Lieder und Männerchöre sowie seine Kirchenmusik. Seine Instrumentalwerke sind formal an Richard Strauss und Béla Bartók orientiert. Mit der Radikalisierung seiner Weltanschauung ab etwa 1930 ging seine vergleichsweise progressive kompositorische Einstellung zurück.
Sein Sohn Walter Senn (1904–1981) war Musikwissenschaftler in Innsbruck.

## Auszeichnungen
- Berufstitel Professor, 1928
- Ehrenring der Stadt Innsbruck, 1953[3]
- Goldenes Ehrenzeichen des Landes Tirol, 1956

## Werke
- Ode an das Feuer, Kantate, op. 32, 1907
- 1809, symphonische Dichtung nach Bildern von Albin Egger-Lienz, op. 101
- Philippine Welser, Oper
- Der Rattenfänger, Lustspiel, 1917
- Hanns Wurst, Singspiel
- Die Pilgerschaft der Liebe, Pantomime
- Sonne du klagende Flamme, Melodram
- Franziskus-Kantate
- Passionskantate
- Der heimliche Garten, Suite für kleines Orchester nach Gedichten von Peter Paul Althaus
- Märchen in Nervi, Operette, 1938 (uraufgeführt 1948)
- Der Papagei der Pompadour, Operette, op. 105